# Liste de peintures de Guy-Louis Vernansal
 (juillet 2025).
- Si vous ne connaissez pas le sujet, laissez ce bandeau (vous pouvez alors contacter les auteurs).
- Si vous supprimez le contenu mis en cause (vous pouvez préalablement contacter les auteurs),

argumentez précisément cette suppression dans la page de discussion
(un manque de référence n'est pas un argument ; une recherche réelle de référence doit avoir été effectuée, être formellement documentée).
 (signalé en juillet 2025).
Si vous disposez d'ouvrages ou d'articles de référence ou si vous connaissez des sites web de qualité traitant du thème abordé ici, merci de compléter l'article en donnant les références utiles à sa vérifiabilité et en les liant à la section « Notes et références ».
- Archive Wikiwix
- Bing
- Cairn
- DuckDuckGo
- E. Universalis
- Gallica
- Google
- G. Books
- G. News
- G. Scholar
- Persée
- Qwant
- (zh) Baidu
- (ru) Yandex
- (wd) trouver des œuvres sur Wikidata

Cette page présente une liste de peintures de Guy Louis Vernansal, peintre français des XVIIe et XVIIIe siècles.

## Liste
| Image | Titre                                                 | Technique                        | Date           | Commentaire                                      | Lieu de conservation                  | Référence |
| ----- | ----------------------------------------------------- | -------------------------------- | -------------- | ------------------------------------------------ | ------------------------------------- | --------- |
|       |                                                       |                                  |                |                                                  |                                       |           |
|       | Allégorie de la révocation de l'édit de Nantes        | Huile sur toile 142 x 180 cm     | 1687           |                                                  | Versailles, musée national du château |           |
|       | Jésus ressuscitant la fille de Jaïre                  | Huile sur toile 430 x 345 cm     | 1688           | May de Notre-Dame en 1688                        | Arras, musée des Beaux-Arts           |           |
|       | David implorant le secours de Dieu                    | Huile sur toile 256 x 322 cm     | vers 1690-1700 |                                                  | Chicago, Art Institute                |           |
|       | Bathilde vendue au maire du palais, Archambault       | Huile sur toile 308 x 245 cm     | 1700           | Peint pour le collège des Jésuites d'Orléans     | Orléans, musée des Beaux-Arts         |           |
|       | Diane et Actéon                                       | Huile sur toile 128,7 x 97 cm    | 1703           | Peint pour la Ménagerie du château de Versailles | Paris, musée du Louvre                |           |
|       | Une fête dans l'Olympe                                | Huile sur toile 179,8 x 505 cm   | 1709           |                                                  | Orléans, musée des Beaux-Arts         |           |
|       | Saint François recevant les stigmates                 | Huile sur toile                  |                |                                                  | Meaux, église Saint-Nicolas           |           |
|       | Saint Roch et l'Ange                                  | Huile sur toile                  |                |                                                  | Meaux, église Saint-Nicolas           |           |
|       | Bacchus enfant confié par Mercure aux nymphes de Nysa | Huile sur toile 198,3 x 116,6 cm |                |                                                  | Orléans, musée des Beaux-Arts         |           |
|       | La Pentecôte                                          | Huile sur toile                  |                |                                                  | Montcavrel, église Saint-Quentin      |           |